# Helga Zepp-LaRouche

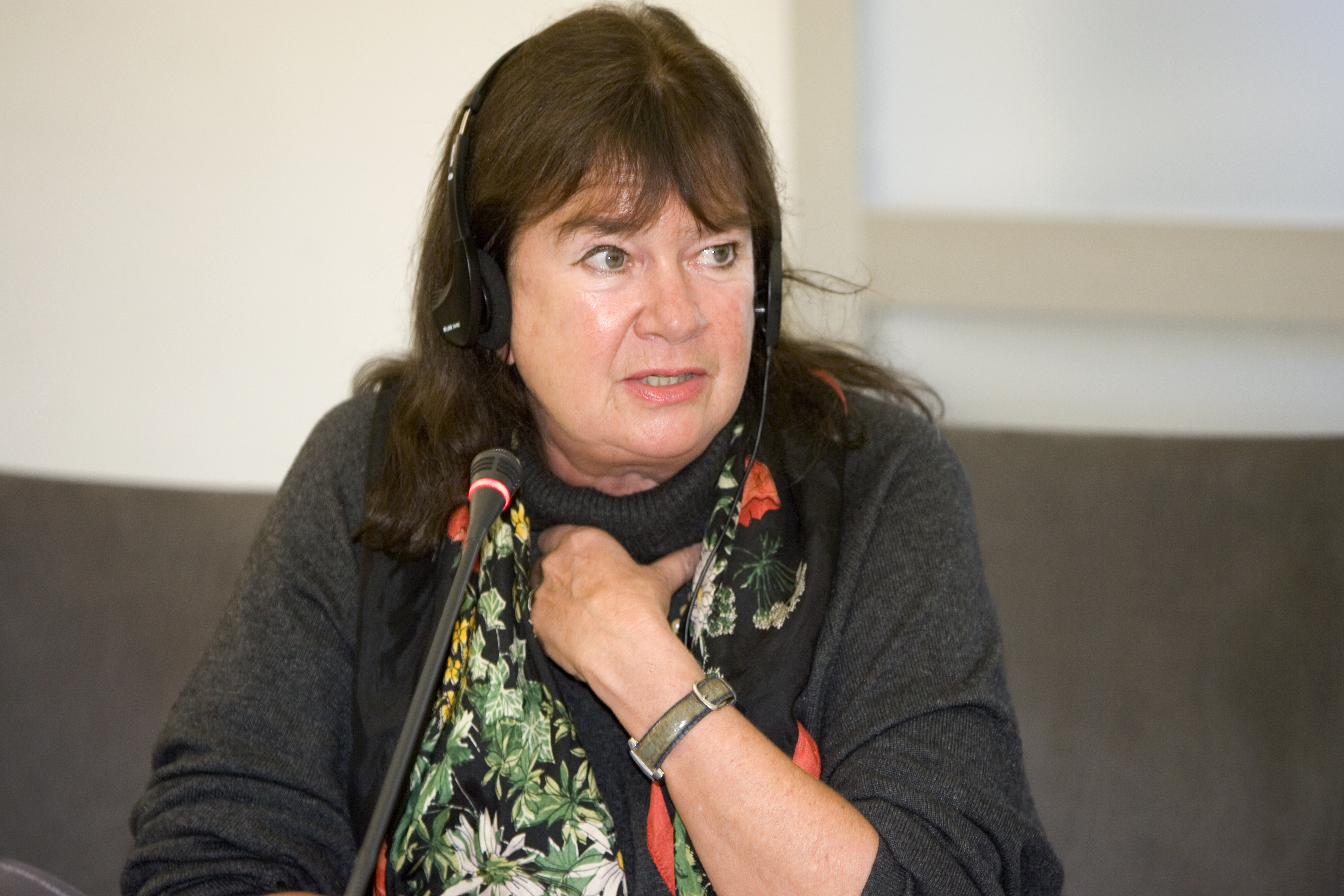
Helga Zepp-LaRouche, 2005

Helga Zepp-LaRouche (* 25. August 1948 in Trier) ist die Parteivorsitzende der Kleinpartei Bürgerrechtsbewegung Solidarität.

## Leben
Helga Zepp studierte Politikwissenschaft, Geschichte und Philosophie am Otto-Suhr-Institut der Freien Universität Berlin und an der Goethe-Universität in Frankfurt am Main.
Politisch aktiv ist sie seit den 1970er Jahren. Bald stieß Zepp zur LaRouche-Bewegung, deren Anführer Lyndon LaRouche (1922–2019) sie am 29. Dezember 1977 in Wiesbaden heiratete. Seither kandidierte sie erfolglos bei vielen Wahlen: zunächst für die Europäische Arbeiter-Partei (EAP), dann für die Patrioten für Deutschland, danach für die von ihr gegründete Nachfolgepartei Bürgerrechtsbewegung Solidarität (BüSo), deren Bundesvorsitzende sie ist. 1996 bezeichnete die Bundesregierung die Europäische Arbeiterpartei in einer Antwort auf eine kleine Anfrage von Abgeordneten von CDU/CSU und FDP als Politsekte. Diese Einschätzung wird auch von Aussteigern vertreten. Zepp-LaRouche ist außerdem Gründerin und Vorsitzende des Schiller-Instituts, einer Organisation der LaRouche-Bewegung.
Bei der Landtagswahl in Hessen 1983 kandidierte sie für die EAP im Wahlkreis Frankfurt am Main II, bei der Bundestagswahl 2005 für BüSo im Wahlkreis Leipzig I. Bei den Bundestagswahlen 2009, 2013, 2017 und 2021 trat LaRouche mit ihrer Partei Bürgerrechtsbewegung Solidarität an und erreichte dabei Wahlergebnisse im Promillebereich.

## Kontroverse Standpunkte
Zepp-LaRouche sah im Jahre 1979 die USA und die Bundesrepublik unter dem Einfluss einer „verdeckt operierenden zionistischen Lobby“, deren „scheinheiligen Holocaust-Schwindel“ man zum Anlass nehmen müsse, „um diese ausländischen Agenten auffliegen zu lassen“. Damit wollte sie nicht den Holocaust geleugnet haben, vielmehr habe sie sich auf die Fernsehserie Holocaust – Die Geschichte der Familie Weiß bezogen, die 1979 im bundesdeutschen Fernsehen ausgestrahlt wurde. In der Darlegung der Entscheidungsgründe im Rechtsstreit zwischen der Europäischen Arbeiter-Partei gegen den Westdeutschen Rundfunk vor dem Oberlandesgericht Köln (Urteil vom 25. Juni 1985, Az.: 15 U 137/84) bezieht sich das Gericht auf Passagen aus diesem Artikel.
Auch darüber hinaus ist Zepp-Larouche bekannt für verschwörungstheoretische oder andere randständige Thesen: So vertritt sie die Ansicht, Königin Elisabeth II. hätte einen internationalen Drogenhändlerring geleitet; den Darwinismus lehnt sie ab, weil er angeblich den Nationalsozialismus hervorgebracht habe; sie und ihr Mann erheben den Anspruch, das physikalische Problem des Welle-Teilchen-Dualismus gelöst zu haben usw.

## Publikationen
- EAP. Die republikanische Partei der Bundesrepublik. Bundesgeschäftsstelle der Europäischen Arbeiterpartei, 1981
- Das Hitler-Buch. Campaigner Publications Deutschland, 1984, ISBN 3-922734-05-7.
- Deutschlands positiver Beitrag zur Entwicklung der Welt. Thesen zur Außenpolitik der Bundesrepublik Deutschland. Böttinger, 1985